# Der Himmel dacht' auf Anhalts Ruhm und Glück
Der Himmel dacht' auf Anhalts Ruhm und Glück (in tedesco, "Il cielo si preoccupava della fama e della fortuna di Anhalt") BWV 66a è una cantata di Johann Sebastian Bach.

## Storia
La cantata Der Himmel dacht' auf Anhalts Ruhm und Glück venne composta da Bach a Köthen nel 1718 e fu eseguita per la prima volta il 10 dicembre dello stesso anno in occasione del 24º compleanno del principe Leopoldo di Anhalt-Köthen. Il libretto è di Christian Friedrich Hunold mentre la musica è andata interamente perduta.
Da un arrangiamento di questa cantata nacque, in seguito, la Erfreut euch, ihr Herzen BWV 66.

## Struttura
La cantata era suddivisa in otto movimenti:
1. Recitativo: Der Himmel dacht' auf Anhalts Ruhm und Glück.
2. Aria: Traget, ihr Lüffte, den Jubel von hinnen.
3. Recitativo: Die Klugheit auf dem Thron zu sehn.
4. Aria: Ich weiche nun; ich will der Erden sagen.
5. Recitativo: Wie weit bist du mit Anhälts Götter-Ruhm.
6. Aria: Beglücktes Land von süßer Ruh und Stille!.
7. Recitativo: Nun theurer Fürst! der seinen Purpur schmücket.
8. Aria: Es strahle die Sonne.